# Kammmolch-Biotop bei Bassum
Kammmolch-Biotop bei Bassum este o arie protejată (arie specială de conservare — SAC, sit de importanță comunitară — SCI) din Germania întinsă pe o suprafață de 4,54 ha, integral pe uscat.

## Localizare
Centrul sitului Kammmolch-Biotop bei Bassum este situat la coordonatele 52°51′20″N 8°41′27″E / 52.8556°N 8.6908°E.

## Înființare
Situl Kammmolch-Biotop bei Bassum a fost declarat sit de importanță comunitară în ianuarie 2005 pentru a proteja 1 specie de animale. Situl a fost protejat și ca arie specială de conservare în decembrie 2015.

## Biodiversitate
Situată în ecoregiunea atlantică, aria protejată nu include niciun habitat protejat.
La baza desemnării sitului se află o specie protejată de  amfibieni: triton cu creastă (Triturus cristatus).
Pe lângă speciile protejate, pe teritoriul sitului au mai fost identificate 2 specii de amfibieni.